# Kathleen Rubins
Kathleen Hallisey "Kate" Rubins, född 14 oktober 1978 i Farmington, Connecticut, är en amerikansk astronaut, uttagen till astronautgrupp 20 i juli 2009.
Hon påbörjade sin första rymdresa den 7 juli 2016, och blev därmed den 60:e kvinnan i rymden.
Den 14 oktober 2020 påbörjade hon sin andra rymdfärd.
10  december 2020 valde Nasa ut henne till en av 18 personer till deras Artemisprogram. Det är tänkt att Nasa ska placera en människa på månen år 2024. Och kanske blir Kathleen första kvinnan på månen. I ett första skede handlar det dok om att vara NASA:s representanter, i NASA:s samarbete med de olika företagen som utvecklar utrustning för Artemisprogrammet.

## Rymdfärder
- Expedition 48/49, Sojuz MS-01

Sköts upp den 7 juli 2016 och landade den 30 oktober 2016. Under rymdfärden genomförde hon två rymdpromenader.
- Expedition 63/64, Sojuz MS-17

Sköts upp den 14 oktober 2020 och landade den 17 april 2021. Under rymdfärden genomförde hon två rymdpromenader.